# Distretto di Wangcheng
Il distretto di Wangcheng (望城区S, Wàngchéng QūP) è un distretto della Cina, situato nella provincia di Hunan e amministrato dalla prefettura di Changsha.